# 塩屋台
塩屋台（しおやだい）は、兵庫県神戸市垂水区の町名。一丁目から三丁目がある。郵便番号は655-0864。

## 地理
垂水区の南東部の塩屋谷川の支流に位置し、丘陵部にある住宅地域である。東部には鉢伏山がある。東、南は塩屋町、西は塩屋町、下畑町、北は塩屋北町と接する。住居表示が実施されている。

## 歴史
1962年（昭和37年）から公友不動産によって「公友園｣として開発がなされた。塩屋谷川に架かる、塩屋台へ入るための橋に公友の名が残されている。1975年（昭和50年）に、住居表示実施と共に塩屋町字一井谷（いちじょうだに）、字梅木谷（うめのきだに）と下畑町の各一部より成立した。小字の梅木谷の「梅」は「埋め」の語呂合わせであり、地すべりで埋まったことを表すという。

### 町名の変遷
| 実施後       | 実施年月日            | 実施前（各小字ともその一部）         |
| ------------ | --------------------- | ------------------------------------ |
| 塩屋台一丁目 | 1975年（昭和50年）8月 | 塩屋町字一井谷、字梅木谷、下畑町など |
| 塩屋台二丁目 | 1975年（昭和50年）8月 | 塩屋町字一井谷、字梅木谷、下畑町など |
| 塩屋台三丁目 | 1975年（昭和50年）8月 | 塩屋町字一井谷、字梅木谷、下畑町など |

## 世帯数と人口
2021年（令和3年）12月31日現在の世帯数と人口は以下の通りである。
| 町丁         | 世帯数  | 人口    |
| ------------ | ------- | ------- |
| 塩屋台一丁目 | 275世帯 | 568人   |
| 塩屋台二丁目 | 385世帯 | 779人   |
| 塩屋台三丁目 | 255世帯 | 487人   |
| 計           | 915世帯 | 1,834人 |

## 小・中学校の校区
市立小・中学校に通う場合、校区は以下の通りとなる。
| 丁目   | 番   | 小学校               | 中学校             |
| ------ | ---- | -------------------- | ------------------ |
| 一丁目 | 全域 | 神戸市立塩屋北小学校 | 神戸市立塩屋中学校 |
| 二丁目 | 全域 | 神戸市立塩屋北小学校 | 神戸市立塩屋中学校 |
| 三丁目 | 全域 | 神戸市立塩屋北小学校 | 神戸市立塩屋中学校 |

## 交通
町内に鉄道路線は存在しない。バス路線は塩屋駅と塩屋北町とを結ぶコミュニティバス「しおかぜ」の停留所が一~三丁目それぞれにある。
近隣には山陽バスの30系統（垂水東口方面）柏台西公園・塩屋北町の各停留所がある。

## 施設
公共
- 塩屋台公園
- 塩屋台自治会館